# توني بيترز
توني بيترز (بالإنجليزية: Tony Peters)‏ هو لاعب كرة قدم أمريكية أمريكي، ولد في 28 أبريل 1953 في أوكلاهوما سيتي في الولايات المتحدة.

## وصلات خارجية
- توني بيترز على موقع مرجع كرة القدم المحترفة.كوم (الإنجليزية)